# Дієго Бонета
Дієго Андрес Гонсалес Бонета (ісп. Diego Andrés González Boneta; нар. 29 листопада 1990, Мехіко) — мексиканський актор і співак. Популярність здобув завдяки ролям Рокко в мексиканському серіалі «Бунтарі» і Хав'єр Луна у «90210: Нове покоління». В 2005 у випустив перший альбом «Diego», а в 2008 вийшов другий альбом «Indigo». Знявся в ролі Алекса Сантьяго в серіалі «Милі ошуканки». Крім того, отримав роль у фільмі Адама Шенкмана «Рок на століття».

## Музична кар'єра

### Diego
Під час зйомок в серіалі «Бунтівники», співак випустив свій дебютний альбом «Diego», в Мексиці, Чилі і Бразилії в 2005 році. У США альбом вийшов 24 квітня. Для он-лайн покупки альбом став доступний 3 квітня. Перший сингл « Responde » зайняв 13 рядок у Мексиканській хіт-параді. Деякі пісні звучали у серіалі «Бунтівники» і стали частиною сюжету. По закінченню зйомок, актор відправився в міжнародне турне з групою RBD як гість. "Це б незвичайний досвід — в таких країнах, як Бразилія або Румунія люди співали мої пісні іспанською мовою! Це було приголомшливо! "
В рамках промо-кампанії альбому співак виступав на розігріві на трьох концерту Гіларі Дафф (у Мехіко, Гвадалахарі і Монтереї) в 2006 у.

### Indigo
Другий альбом вийшов 25 березня 2008 а. До нього були випущені сингли «Perdido En Ti» і «Losing Me». Продюсер — Мітч Аллан. Пісні написали Мітч Аллан і Кара Діогуарді. 5 травня 2008 ці сингли можна було завантажити безкоштовно на сайті iTunes в рамках проекту «Free Single of the Week».

## Кар'єра актора

### Початок кар'єри: 2003—2009
Почав кар'єру як співак у Мехіко. Працював на телебаченні і з'явився в реаліті-шоу з пошуку талантів «У пошуках слави». Знявся в двох дитячих серіалах — «Будинок з привидами» і «Місія порятунку, пригоди і любов» компанії «Univision». Потім була роль в молодіжному серіалі «Бунтарі».

### Прорив: 2010—2011
У 2010 з'явився в американський серіалах «Милі ошуканки» в ролі Алекса Сантьаго і в «90210: Нове покоління» в ролі Хав'єра Луни (Дієго сказав: «Я практично зіграв себе тільки з іншим ім'ям») — актор виконав кілька пісень і записав для шоу дует «One More Time» з актрисою Джесікою Лаундс (студійна версія так і не була випущена), з'явившись в 4 епізодах 2-го і 3-го сезонів. Першу головну роль виконав, зігравши Тайлера Адамса в молодіжній комедії «Паскудне дівча 2» разом зі своєю подругою Меган Мартін. Крім того, він дізнався, яке вчитися в школі, адже юнак отримував домашню освіту.
Актор отримав першу велику роль — а найголовніше — провідну роль в майбутньому фільмі Адама Шенкмана «Рок на століття» — кіно-екранізації однойменного бродвейського мюзиклу. Він грає Дрю Болі — молодого музиканта, який приїжджає в Лос-Анджелес в кінці 1980-х років, щоб стати рок-зіркою. Крім нього, в картині знялися зірки Голлівуду. Шенкман назвав Дієго «наступної великої зіркою», порівнявши з такими молодими акторами, як Зак Ефрон, Ченнінг Татум і Ліам Гемсворт. Крім того, взяв участь у фото-сесії журналу «TROIX» у розділі «March Men Madness» за 2011.

## Особисте життя
Його мати народилася в Америці у батька — пуерторіканця і матері іспанки. За словами рідних, Дієго зобов'язаний своїм музичним талантами дідові, якого ніколи не бачив. Він вільно говорить англійською та іспанською. У нього три громадянства — Португалії, Іспанії і США.